# Дахневський Петро Євгенович
Петро́ Євге́нович Дахневський (*23 серпня 1887, Валки — †10 травня 1928, Чехо-Словаччина) — український військовий, громадський діяч; сотник 6-ї гарматної бригади 6-ї Січової дивізії Армії УНР.

## Біографія
Народився в сім'ї Євгена Павловича та Любові Петрівни (до шлюбу Карпова).
Закінчив Олександрівську гімназію (Суми, 1907). Навчався на правничому факультеті університету (1907—1912). Допущений до державних іспитів, але через матеріальну скруту, сімейні обставини та військову службу не складав їх.
Закінчив Миколаївське артилерійське училище в Києві.
В українській армії — з 1917 року. Інтернований у т. Ланцут. Станом на 23 червня 1922 Петро Дахневський — сотник.
Навчався в Українській Господарській академії в Подєбрадах. У вересні 1925 лікар УГА Модест Левицький виявив у нього сухоти. «Студ. Дахневський має активну форму туберкульози обох легенів і конче потребує відпустки, аби лікуватися у кліматичній місцевості».
10 травня 1928 сотник Петро Дахневський помер у лікарні. «Извещаю Вас, что Петр Евгеневич Дахневсскій, студент Вашей академій, Умер 10 мая с/г. Похоронь 27 в суботу 12.У. Заведующій хозяйством здравници Г. Федоров», — такий лист прийшов в УГА.

## Вшанування пам'яті
Рішенням XXXVIII сесії Валківської міської ради VIII скликання від 31 серпня 2023 року в місті Валки, Харківської області провулок Сидоренка перейменовано на провулок Сотника Дахневського.